# Quốc ca Liban
Kulluna lil-watan (tạm dịch: Tất cả chúng ta, vì Tổ quốc!; thường gọi là النشيد الوطني اللبناني an-našīd al-waṭaniyy al-lubnāniyy, tức "quốc ca Liban") là quốc ca Liban. Nó được viết năm 1925 bởi Rashid Nakhle & Wadih Sabra. Nó được thông qua ngày 12 tháng 7 năm 1927, 7 năm sau khi, Đại Liban, lãnh thổ ủy trị của Pháp, được thành lập.

## Lịch sử
Nó được chọn làm quốc ca Liban sau một cuộc thi toàn quốc.

### Âm nhạc
Âm nhạc của bài hát ảnh hưởng bởi sự tiếp xúc của Liban với nền văn hóa phương Tây vào cuối thế kỷ XIX. nó được sáng tác bởi nhạc sĩ người Pháp Wadih Sabra vào năm 1925.

### Tranh cãi
Kênh truyền hình Al-Jadeed đã phát một bộ phim tài liệu nhỏ về quốc ca Liban, cho rằng nó bị ăn cắp từ một bài hát dành cho Muhammad Ibn Abd al-Karim al-Khattabi, người đứng đầu Cộng hòa Rif, được sáng tác bởi nhạc sĩ Liban Mohammed Flayfel. Nó còn cho thấy một tài liệu yêu cầu bồi thường về vấn đề này.

## Lời
Tiếng Ả Rập
Lời 1
كلنا للوطن للعـلى للعلم
ملء عين الزّمن سيفنا والقـلم
سهلنا والجبـل منبت للرجـال
قولنا والعمل في سبيل الكمال
كلنا للوطن للعلى للعلم
كلّنا للوطن
Lời 2:
شيخنـا والفتـى عنـد صـوت الوطن
أسـد غاب متى ساورتنا الفتن
شرقنا قلبـه أبداً لبـنان
صانه ربه لمدى الأزمان
كلنا للوطن للعلى للعلم
كلنا للوطن
Lời 3
بحره برّه درّة الشرقين
رِفـدُه بــرّهُ مالئ القطبين
إسمـه عـزّه منذ كان الجدود
مجدُهُ أرزُهُ رمزُهُ للخلود
كلّنا للوطن للعلى للعلم
كلّنا للوطن

### Phiên âm

#### Đoạn 1 (đoạn làm quốc ca)
Kullunā lil-waṭan, lil-ʻula lil-ʻalam
Milʼu ʻayn az-zaman, saifuna wal-qalam
Sahlunā wal-jabal, manbitun lir-rijāl
Qawlunā wal-ʻamal fī sabīl-el-kamāl
Kullunā lil-waṭan, lil-ʻulā lil-ʻalam,
Kullunā lil-waṭan

#### Đoạn 2 (thường không hát)
Šayḫunā wal-fatā, ʻinda ṣawṭ-il-waṭan
ʼUsdu ġhaben matā, sāwaratn-āl-fitan
Šarqunā qalbuhu, ʼabadan Lubnān
Ṣānahu rabbuhu, li-madā-l-azmān
Kullunā lil-waṭan, lil-ʻula lil-ʻalam,
Kullunā lil-waṭan

#### Đoạn 3 (thường không hát)
Baḥruhu barruhu, durratush-sharqayn
Rifduhu birruhu, māliʼu l-qutbayn
ʼIsmuhu ʻizzuhu, munzu kāna-l-judūd
Majduhu ʼarzuhu, ramzuhu lil-ḫulūd
Kullunā lil-waṭan, lilʻula lil-ʻalam
Kullunā lil-waṭan

### Tiếng Pháp

#### Đoạn 1 (đoạn làm quốc ca)
Tous pour la Patrie, pour la Gloire, pour le drapeau !
Depuis les premiers siècles, toujours avec notre épée et notre crayon
Nos plaines et nos montagnes sont sources de nos hommes vaillants
Nos paroles et actions, pour atteindre la Perfection
Tous pour la Patrie, pour la Gloire, pour le drapeau, Tous pour la Patrie !

#### Đoạn 2 (thường không hát)
Les vieux et les jeune à l'appel de la Patrie
Lion[s] de jungle[s] lorsque l'on nous défie
Le cœur de Notre Orient restera pour toujours le Liban
Nous protège son Dieu quelle que soit l'époque
Tous pour la Patrie, pour la Gloire, pour le drapeau, Tous pour la Patrie !

#### Đoạn 3 (thường không hát)
Sa mer et sa terre, Perle des deux Orients
Son symbole est sa charité, elle atteint les deux pôles
Son nom et son triomphe [sont connus] depuis l'époque de nos aïeux
Sa Gloire et son Cèdre, symboles jusqu'à l'éternité
Tous pour la Patrie, pour la Gloire, pour le drapeau, tous pour la Patrie !

### dịchTiếng Việt

#### Đoạn 1 (đoạn làm quốc ca)
Tất cả chúng ta, vì Tổ quốc, vì lá cờ và vinh quang!
Dũng khí và phong thái của chúng ta được cả thế giới ghen tị.
Núi cao và thung sâu của chúng ta đã nuôi nấng cả đấng anh tài.
Chúng ta hiến thân cho Tổ quốc, xây dựng sự nghiệp.
Tất cả chúng ta, vì Tổ quốc, vì lá cờ và vinh quang!
Tất cả chúng ta, vì Tổ quốc!

#### Đoạn 2 (thường không hát)
Già trẻ, gái trai trong cả nước đón lời kêu gọi của Tổ quốc,
Mỗi khi Tổ quốc hữu sự, họ mạnh mẽ như mãnh sư.
Trái tim của phương Đông bao giờ cũng là Liban,
Nguyện Chúa bảo vệ chúng ta cho đến ngày tận thế.
Tất cả chúng ta, vì Tổ quốc, vì lá cờ và vì vinh quang!
Tất cả chúng ta, vì Tổ quốc!

#### Đoạn 3 (thường không hát)
Đất đai và hải dương của Tổ quốc là hòn ngọc phương Đông.
Chiến công Người vang dội khắp hai cực địa cầu.
Danh tiếng Người huy hoàng từ khởi thủy hồng hoang.
Cây tuyết tùng thẳng vút tượng trưng cho sự bất hủ.
Tất cả chúng ta, vì Tổ quốc, vì lá cờ và vinh quang!
Tất cả chúng ta, vì Tổ quốc!